# Santiago Arcos
Pour les articles homonymes, voir Arcos.
Santiago Mariano del Carmen Arcos Arlegui (né le 25 juillet 1822 à Santiago du Chili et mort le 22 septembre 1874 à Nanterre) est un écrivain, journaliste et homme politique chilien.

## Biographie
Santiago Arcos était le quatrième et dernier fils du commerçant d’origine espagnole Antonio Arcos, qui avait participé en tant qu’ingénieur militaire aux luttes pour l’Indépendance du Chili. Sa mère était une Créole nommée Isabel Petronila Arlegui Rodríguez. 
À la chute du Directeur Suprême (dictateur) O'Higgins en 1823, Antonio Arcos, partisan de ce dernier, doit s’exiler. Après une brève pérégrination, la famille s’établit à Paris, où Arcos se livre avec succès à des opérations financières.
Santiago fait fi de la volonté paternelle et préfère l’oisiveté aux études, fréquentant alternativement la haute bourgeoisie et les révolutionnaires socialistes. Il décide de revenir au Chili, passant par les États-Unis où il se lie d’amitié avec l’Argentin Domingo Faustino Sarmiento. Ensemble, ils descendent le long du continent américain jusqu’à Valparaíso.
Au Chili, il participe activement à la vie politique et sociale des élites et adhère au Club de la Reforma (Club de la Réforme). 
Au début de 1849, chassé par la Révolution de 1848, son père revient au Chili et ouvre la première banque chilienne : Banco de Chile de Arcos y Cía. Santiago consent à collaborer avec l’entreprise familiale, mais l’attitude inamicale du gouvernement conduit à la fermeture de la banque en avril 1850. Santiago refuse de retourner avec son père à Paris. Il survit au cours des mois suivant avec une maigre pension quand son père meurt, laissant un héritage considérable. 
Avec Francisco Bilbao, un autre Chilien aux idées radicales qu’il a connu à Paris, il crée la Sociedad de la Igualdad (Société de l’Égalité) le 10 avril 1850. Le gouvernement le déporte au Pérou, puis, à son retour, de nouveau en Argentine. Il intervient dans les luttes internes de ce pays. En 1865, il est de retour à Paris. Il part pour l’Espagne, où il est candidat malheureux à la députation à Ciudad Real en janvier 1869, puis revient finalement à Paris.
Atteint d’un cancer de la gorge, Santiago Arcos se suicide en se jetant dans la Seine à Nanterre.
Le général argentin Lucio V. Mansilla écrivit Una excursión a los indios ranqueles (Une expédition chez les indiens ranqueles) en s’inspirant des lettres que son ami Arcos avait écrites.

## Œuvres
- Cuentos de tierra adentro o extracto de los apuntes de un viajero (récit de voyage), 1849
- L'utilité de vaincre dans les localités de la République Argentine
- Les frontières et les Indiens
- La Plata, une étude historique, 1865